# Sepultamento

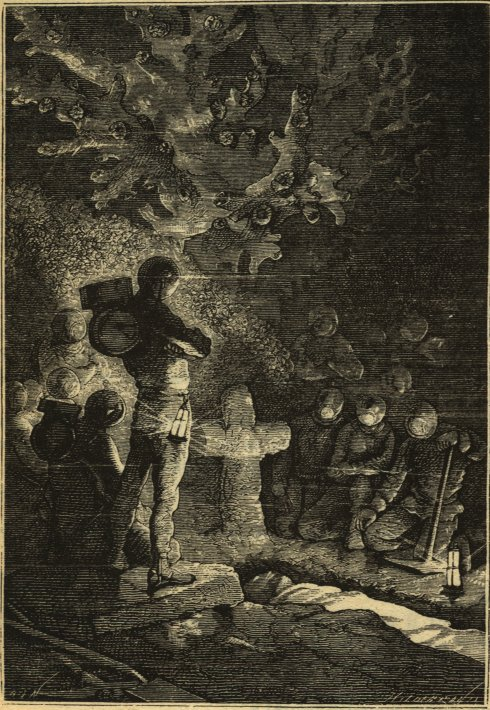
Um funeral subaquático em Vinte mil léguas submarinas da edição com desenhos de Alphonse de Neuville e Edouard Riou.

O sepultamento, enterro ou inumação consistem no ato de dispor o corpo falecido. A sepultura pode ser dada após os ritos religiosos ou culturais do funeral, através do enterro ou da deposição dos restos mortais num local específico, com a possibilidade de ser adornada com uma lápide ou símbolos religiosos, ou culturais, conforme as crenças do falecido. Para este fim pode ser o corpo inumado diretamente na terra, envolto num pano e sem caixão (judaísmo e islamismo), cremado e depositada a urna funerária num columbário ou, por exemplo, dispersadas, ou usado um túmulo, tumba (elaborado com certas características arquitetónicas), jazigo (espaço destinado a várias sepulturas), cripta (espaço subterrâneo), catacumba (túnel subterrâneo com sepulturas esculpidas nas paredes ou ossário), ou mausoléu (monumento com estrutura sumptuosa), para depositar o caixão, féretro ou ataúde. No caso de uma campa, com ou sem lápide, a inumação pode ser realizada após ser aberta a cova, que depois volta a ser coberta de terra.

## Tempos de inumação
Existem religiões com prazos específicos (por ordem alfabética):
1. Budismo: Geralmente dentro de 3 a 7 dias.
2. Cristianismo (Catolicismo, Protestantismo): Dentro de 2 a 7 dias.
3. Cristianismo Ortodoxo: No terceiro dia.
4. Fé Baha'i: O antes possível.
5. Hinduísmo: Geralmente dentro de 24 horas.
6. Islamismo: O antes possível, dentro de 24 horas.
7. Judaísmo: Dentro de 24 horas (exceto em shabat ou feriados).
8. Sikhismo: O antes possível.

## História
Na Europa, os sepultamentos dentro das igrejas eram comuns até o momento da peste negra (peste bubônica) quando as igrejas não comportaram mais tantos corpos, além do risco de contaminação, quando os enterros foram instituídos.
No Brasil colonial e imperial os sepultamentos existiram até o ano 1820, quando foram proibidos, momento que construíram os primeiros cemitérios. Até então somente negros (escravos) e os indigentes eram enterrados. Os homens livres eram sepultados nas igrejas, por isso o tamanho de uma cidade era medido pela quantidade de igrejas que possuía, pois as igrejas faziam o papel dos cemitérios e algumas cidades coloniais, no Brasil, por exemplo, possuíam mais de 360 igrejas.
O sepultamento continua a existir em cemitérios modernos que constroem sepulturas ao invés de covas. O corpo não é enterrado e sim encerrado dentro de uma câmara, onde irá decompor.

## Motivos para o sepultamento
O sepultamento não é necessariamente uma questão de saúde pública. Ao contrário do que imagina o senso comum, a Organização Mundial da Saúde prescreve a inumação obrigatória apenas de cadáveres portadores de alguma doença infecciosa.

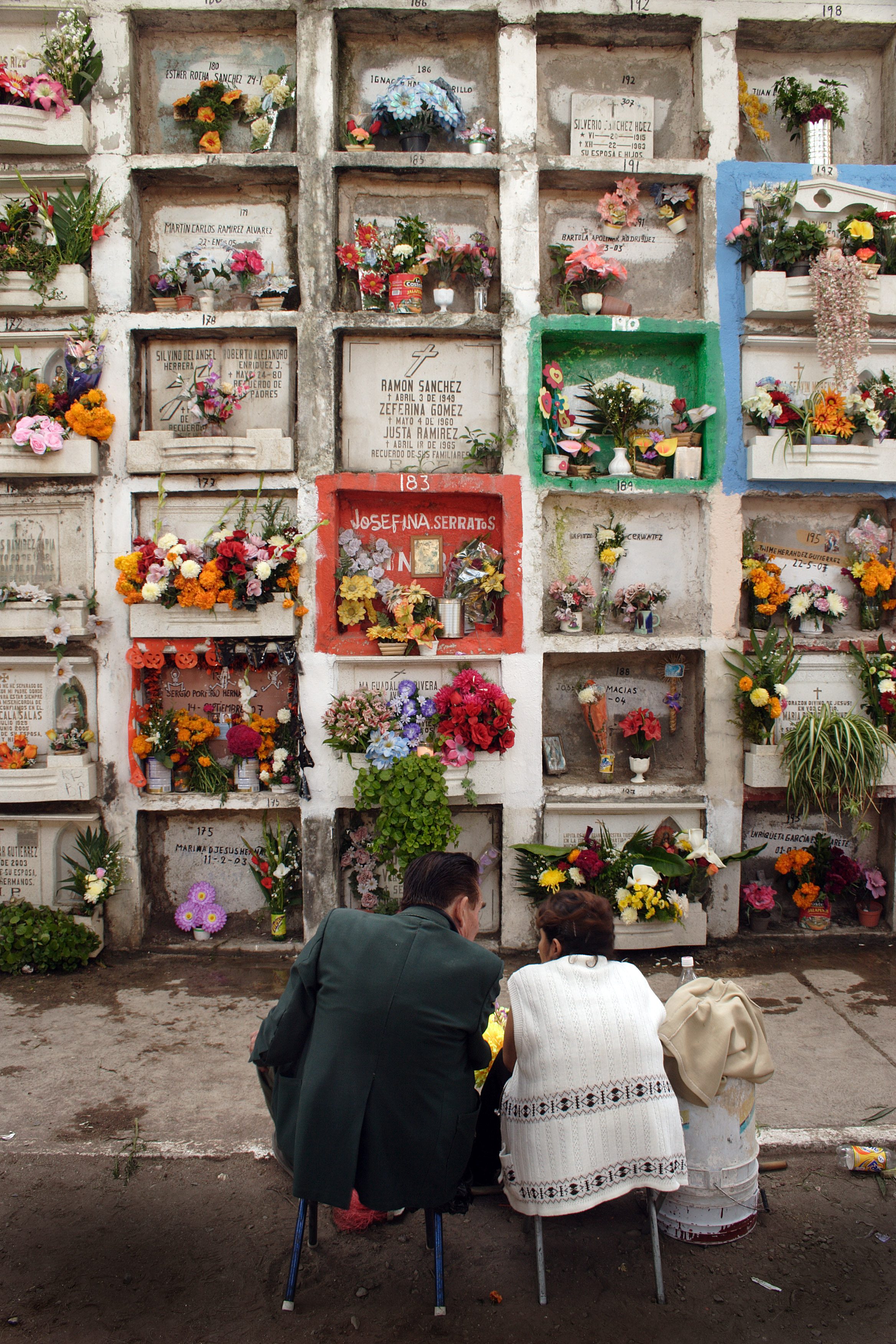
Visita aos mortos em Guanajuato, México

- Respeito pelos restos mortais é necessário, pois se deixados ao relento, os corpos poderão ser consumidos por necrófagos, o que é considerado um ultraje em muitas (mas não todas) culturas.
- O sepultamento pode ser visto como "fecho" para a família e amigos do falecido. Enterrar e ocultar o corpo é uma forma de aliviar a dor da perda física do ente querido.
- Muitas culturas acreditam na vida após a morte. O sepultamento é visto comumente como passo necessário para que o morto alcance esta "nova etapa".
- Muitas religiões prescrevem uma maneira "correta" de viver, o que inclui os costumes relacionados com o tratamento dos mortos.
- Desde que passamos pela cultura agrícola, ele nos dá imagens comparativas fortes, pois assim como a semente o defunto é depositado numa cova para que possa nascer noutra forma.

## Exumação
Em algumas circunstâncias, é necessário desenterrar o corpo para que uma perícia possa determinar a causa da morte. No meio jurídico, tal termo denomina-se exumação e é realizado através de ordem judicial, a pedido das partes ou dos próprios peritos, a fim de ser submetido à perícia médico-legal. O sepultamento evita em grande parte que os restos mortais se misturem aos elementos presentes no solo, o que dificultaria a realização de exames mais minuciosos, como o toxicológico, por exemplo. No Brasil a exumação ocorre também, 3 ou 5 anos após o sepultamento em cova rasa, dependendo do caso e da legislação local do município. Após esse período os restos mortais são depositados, geralmente, no ossário do cemitério, para dar espaço a novos corpos, fato que ocorre nos casos em que a família não adquire sepultura ou jazigo perpétuo.

## Religião
Algumas religiões acreditam que, depois da morte, as pessoas passam por um julgamento final, no qual Deus (ou entidade(s) equivalente(s) variando de religião para religião) decide, baseando-se nos valores morais ou legais, se elas vão para o céu ou para o inferno. Outros propõem que a morte é o fim de toda a existência e consciência.

## Sepultamento de Animais

### Por Humanos
Além de enterrar restos humanos, muitas culturas humanas também enterram regularmente os restos mortais de animais.
Animais de estimação e outros animais de significado emocional são muitas vezes enterrados em cerimoniais. A maioria das famílias enterra animais de estimação falecidos em suas próprias propriedades, principalmente em um quintal, com uma caixa de sapatos ou qualquer outro tipo de contêiner servido como caixão. Os antigos egípcios são conhecidos por terem mumificado e enterrado gatos, que eles consideravam divindades.

### Por Outras Espécies
Os humanos nem sempre são as únicas espécies a enterrar seus mortos. Sabe-se que chimpanzés e elefantes jogam folhas e galhos sobre membros caídos de seus grupos familiares. Em um caso particularmente estranho, um elefante que pisoteava uma mãe e uma criança humanas enterrou suas vítimas sob uma pilha de folhas antes de desaparecer nos arbustos. Em 2013, um vídeo viral capturou um cachorro enterrando um filhote de cachorro morto empurrando areia com o próprio nariz. Presume-se, no entanto, que, como os cães retêm o instinto de enterrar comida, é isso que está sendo retratado no vídeo. Nos insetos sociais, formigas e cupins também enterram seus companheiros mortos, dependendo das propriedades do cadáver e do contexto social.